# 别踩白块儿
《别踩白块儿》，又名《钢琴块儿》，是2014年3月28日由有猫腻娱乐工作室推出、最先出现在微博上的一款单机益智休闲游戏，有安卓版和IOS版，这个游戏唯一的一个规则就是不能踩白块儿，玩家只需不断踩着黑色方块前进即可。一经发布就收到了学生、上班族等年轻人的追捧，曾经登上App Store免费游戏类的榜首 。
其續作《鋼琴塊2》（原名《别踩白塊兒2》）則由獵豹移動推出。

## 游戏介绍

### 游戏描述
游戏的界面非常简单，玩家点击最下面的黑块开始游戏，游戏以道路行进方式向前推进，出现四栏，每栏随机出现黑块儿，速度越来越快，点到白块儿或错过黑块儿游戏结束。游戏可以锻炼手指的灵活性，协调能力和自身反应能力。从始至终，游戏的方法始终不变。

### 游戏特点
初始版本，钢琴声只是7个音阶依次变化；后来的版本，其功能逐渐优化，每次游戏都会按照一首歌的音符播放，节奏随玩家游戏速度变化，乐曲随机切换。
此外游戏支持分享，玩家可以分享到微博人人等多个社交网站；排行榜功能允许玩家和其他人比赛和交流。

### 基本模式
- 经典模式：用时最短到达终点
- 街机模式：没有任何限制，是最具挑战性的一个模式
- 禅模式：30秒内看玩家能走几步
- 极速模式：游戏速度逐渐加快，直到违反规则后游戏结束。
- 接力模式：先在10秒内完成50个白块儿，然后会有多10秒去完成新的50块儿。

### 玩法
点击最下面的黑块开始游戏，点到白块儿或错过黑块儿游戏结束。